# Sint-Jakobsgat
Het Sint-Jakobsgat is een natuurgebied in Sint-Gillis-Waas.
Omstreeks de laatste eeuwwisseling kocht Natuurpunt Waasland Noord een maïsakker aan die, met steun van het gemeentebestuur van Sint-Gillis-Waas, in zijn oorspronkelijke staat werd hersteld. Het natuurgebied is vrij toegankelijk langs twee koepoortjes. Het Sint-Jakobsgat kreeg zijn naam naar de heilige op wiens naamdag destijds de dijken braken.

## Toegankelijkheid
Het gebied is het hele jaar opengesteld voor wandelaars. Het gebied heeft rolstoelpaden.

## Externe link

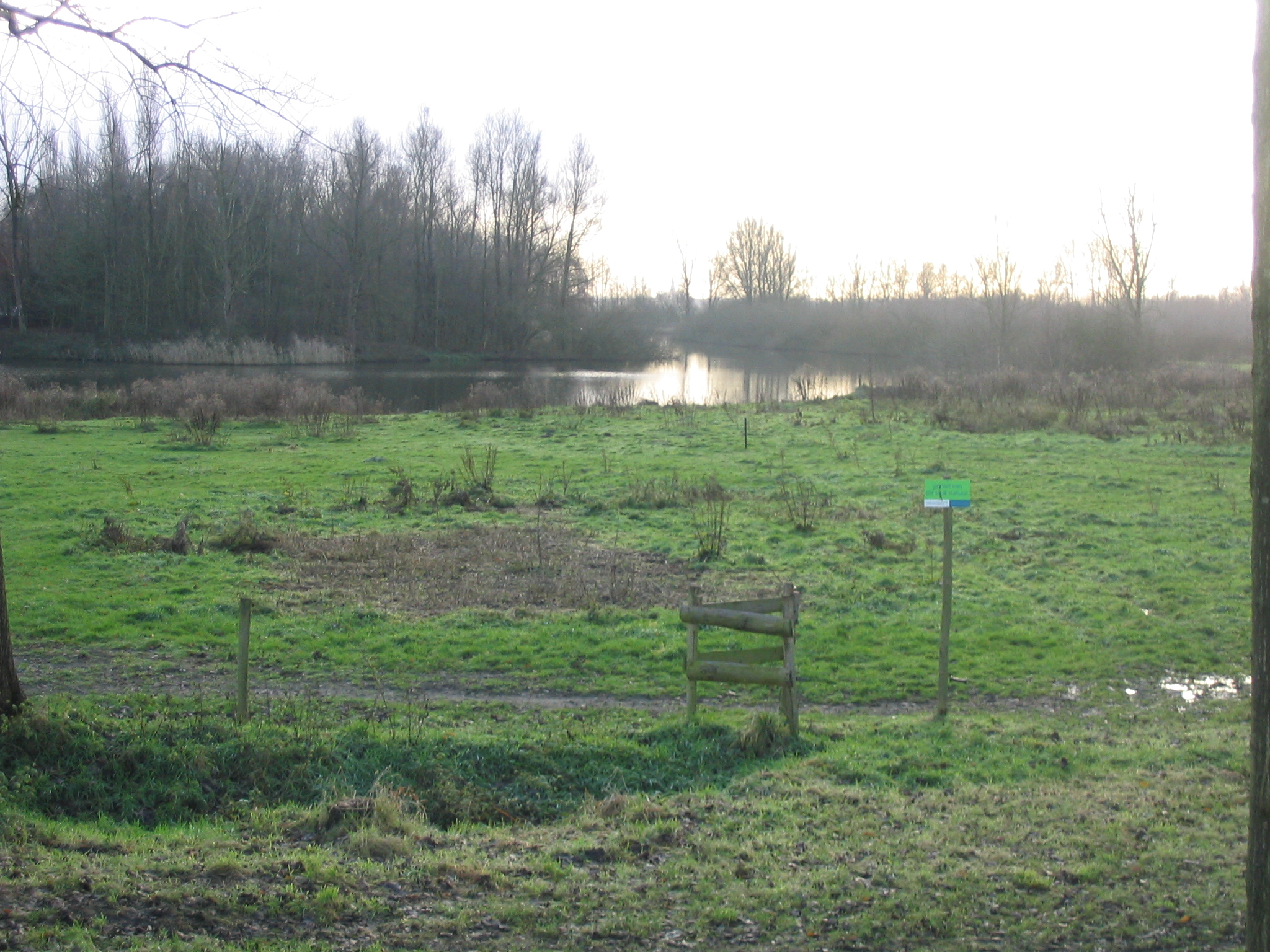
Een van de koepoortjes aan het Sint-Jakobsgat
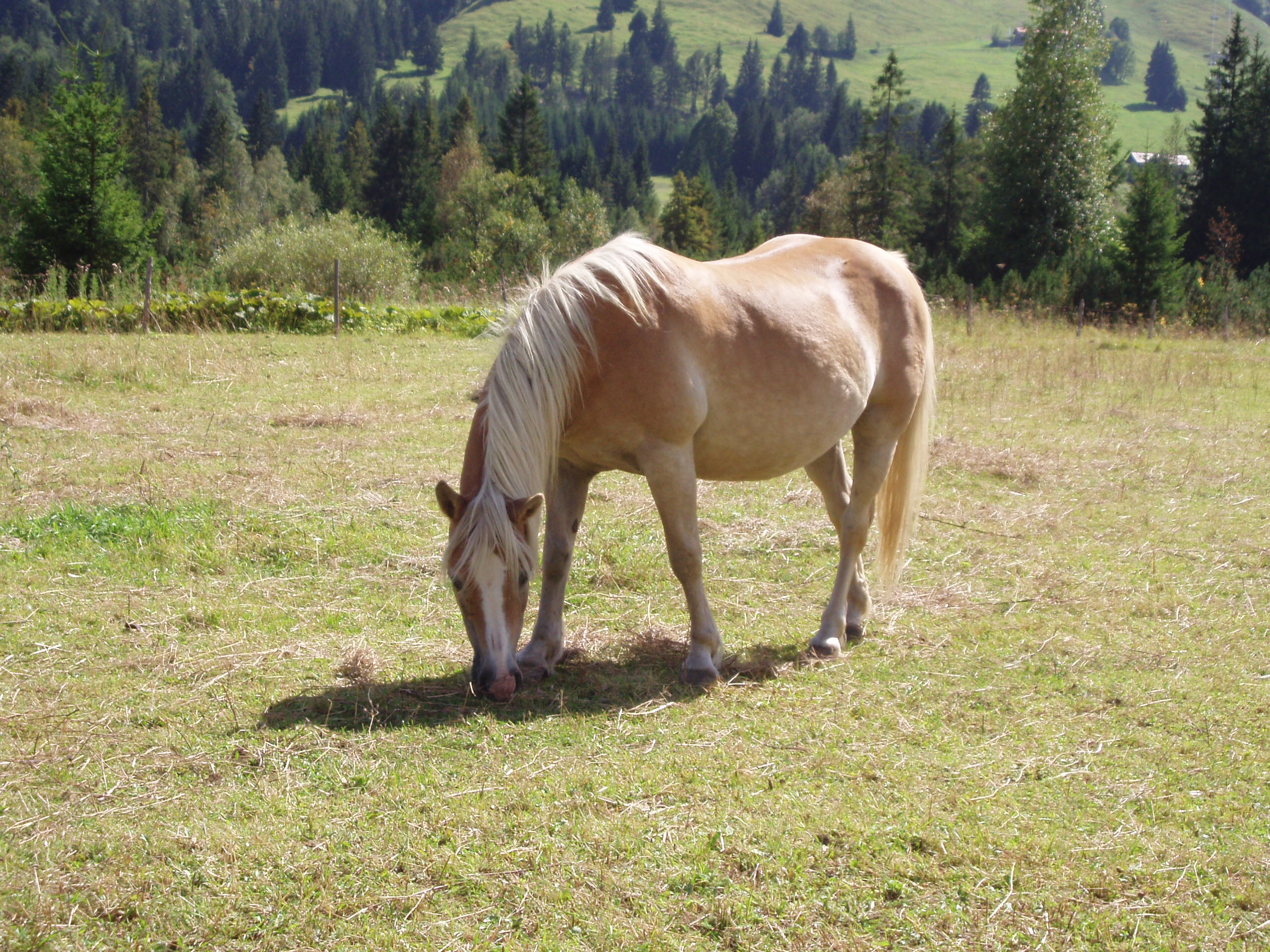
Haflingers zijn ware natuurbeheerders